# Liste der olympischen Medaillengewinner aus Pakistan
Die Pakistan Olympic Association wurde 1948 gegründet und im selben Jahr vom Internationalen Olympischen Komitee aufgenommen.

## Medaillenbilanz
Bislang konnten 91 Sportler aus Pakistan 11 olympische Medaillen erringen (4 × Gold, 3 × Silber und 4 × Bronze). Je eine Bronzemedaille wurde im Ringen (1960), im Boxen (1988) und in der Leichtathletik (2024) erkämpft. Alle anderen Medaillen konnte die Hockey-Nationalmannschaft gewinnen.
| Pakistan bei den Olympischen Sommerspielen                                      | Pakistan bei den Olympischen Sommerspielen | Pakistan bei den Olympischen Sommerspielen | Pakistan bei den Olympischen Sommerspielen | Pakistan bei den Olympischen Sommerspielen | Pakistan bei den Olympischen Sommerspielen |      | Pakistan bei den Olympischen Winterspielen | Pakistan bei den Olympischen Winterspielen | Pakistan bei den Olympischen Winterspielen | Pakistan bei den Olympischen Winterspielen | Pakistan bei den Olympischen Winterspielen | Pakistan bei den Olympischen Winterspielen |
| Jahr                                                                            | Gold                                       | Silber                                     | Bronze                                     | Gesamt                                     | Rang                                       | Jahr | Gold                                       | Silber                                     | Bronze                                     | Gesamt                                     | Rang                                       |                                            |
| 1948                                                                            | 0                                          | 0                                          | 0                                          | 0                                          |                                            |      | 1948                                       | –                                          | –                                          | –                                          | –                                          | –                                          |
| 1952                                                                            | 0                                          | 0                                          | 0                                          | 0                                          |                                            |      | 1952                                       | –                                          | –                                          | –                                          | –                                          | –                                          |
| 1956                                                                            | 0                                          | 1                                          | 0                                          | 1                                          | 31                                         |      | 1956                                       | –                                          | –                                          | –                                          | –                                          | –                                          |
| 1960                                                                            | 1                                          | 0                                          | 1                                          | 2                                          | 20                                         |      | 1960                                       | –                                          | –                                          | –                                          | –                                          | –                                          |
| 1964                                                                            | 0                                          | 1                                          | 0                                          | 1                                          | 30                                         |      | 1964                                       | –                                          | –                                          | –                                          | –                                          | –                                          |
| 1968                                                                            | 1                                          | 0                                          | 0                                          | 1                                          | 39                                         |      | 1968                                       | –                                          | –                                          | –                                          | –                                          | –                                          |
| 1972                                                                            | 0                                          | 1                                          | 0                                          | 1                                          | 33                                         |      | 1972                                       | –                                          | –                                          | –                                          | –                                          | –                                          |
| 1976                                                                            | 0                                          | 0                                          | 1                                          | 1                                          | 37                                         |      | 1976                                       | –                                          | –                                          | –                                          | –                                          | –                                          |
| 1980                                                                            | –                                          | –                                          | –                                          | –                                          | –                                          |      | 1980                                       | –                                          | –                                          | –                                          | –                                          | –                                          |
| 1984                                                                            | 1                                          | 0                                          | 0                                          | 1                                          | 25                                         |      | 1984                                       | –                                          | –                                          | –                                          | –                                          | –                                          |
| 1988                                                                            | 0                                          | 0                                          | 1                                          | 1                                          | 46                                         |      | 1988                                       | –                                          | –                                          | –                                          | –                                          | –                                          |
| 1992                                                                            | 0                                          | 0                                          | 1                                          | 1                                          | 54                                         |      | 1992                                       | –                                          | –                                          | –                                          | –                                          | –                                          |
| 1996                                                                            | 0                                          | 0                                          | 0                                          | 0                                          |                                            |      | 1994                                       | –                                          | –                                          | –                                          | –                                          | –                                          |
| 2000                                                                            | 0                                          | 0                                          | 0                                          | 0                                          |                                            |      | 1998                                       | –                                          | –                                          | –                                          | –                                          | –                                          |
| 2004                                                                            | 0                                          | 0                                          | 0                                          | 0                                          |                                            |      | 2002                                       | –                                          | –                                          | –                                          | –                                          | –                                          |
| 2008                                                                            | 0                                          | 0                                          | 0                                          | 0                                          |                                            |      | 2006                                       | –                                          | –                                          | –                                          | –                                          | –                                          |
| 2012                                                                            | 0                                          | 0                                          | 0                                          | 0                                          |                                            |      | 2010                                       | 0                                          | 0                                          | 0                                          | 0                                          |                                            |
| 2016                                                                            | 0                                          | 0                                          | 0                                          | 0                                          |                                            |      | 2014                                       | 0                                          | 0                                          | 0                                          | 0                                          |                                            |
| 2020                                                                            | 0                                          | 0                                          | 0                                          | 0                                          |                                            |      | 2018                                       | 0                                          | 0                                          | 0                                          | 0                                          |                                            |
| 2024                                                                            | 1                                          | 0                                          | 0                                          | 1                                          | 62                                         |      | 2022                                       | 0                                          | 0                                          | 0                                          | 0                                          |                                            |
| Gesamt                                                                          | 4                                          | 3                                          | 4                                          | 11                                         |                                            |      | Gesamt                                     | 0                                          | 0                                          | 0                                          | 0                                          |                                            |
| \| \| Gold \| Silber \| Bronze \| Gesamt \| \| Ges. S+W \| 4 \| 3 \| 4 \| 11 \| |                                            |                                            |                                            |                                            |                                            |      |                                            |                                            |                                            |                                            |                                            |                                            |
|                                                                                 | Gold                                       | Silber                                     | Bronze                                     | Gesamt                                     |                                            |      |                                            |                                            |                                            |                                            |                                            |                                            |
| Ges. S+W                                                                        | 4                                          | 3                                          | 4                                          | 11                                         |                                            |      |                                            |                                            |                                            |                                            |                                            |                                            |

## Medaillengewinner
- Abdul Hamid – Hockey (1-1-0)
Melbourne 1956: Silber, Männer
Rom 1960: Gold, Männer
- Abdul Hamid II – Hockey (0-1-0)
Tokio 1964: Silber, Männer
- Abdul Rashid – Hockey (1-0-0)
Rom 1960: Gold, Männer
- Abdul Waheed – Hockey (1-0-0)
Rom 1960: Gold, Männer
- Hussain Ahktar – Hockey (0-1-0)
Melbourne 1956: Silber, Männer
- Muhammad Asad – Hockey (0-1-0)
Tokio 1964: Silber, Männer
- Ahmad Bashir – Hockey (1-0-0)
Rom 1960: Gold, Männer
- Jahangir Butt – Hockey (1-1-0)
Mexiko-Stadt 1968: Gold, Männer
München 1972: Silber, Männer
- Munir Ahmed Dar – Hockey (0-2-0)
Melbourne 1956: Silber, Männer
Tokio 1964: Silber, Männer
- Tanvir Ahmed Dar – Hockey (1-0-0)
Mexiko-Stadt 1968: Gold, Männer
- Rasul Ghulam – Hockey (1-1-0)
Melbourne 1956: Silber, Männer
Rom 1960: Gold, Männer
- Gulraiz Akhtar – Hockey (1-0-0)
Mexiko-Stadt 1968: Gold, Männer
- Habib Ur Rehman – Hockey (0-1-0)
Melbourne 1956: Silber, Männer
- Mahmud Khalid – Hockey (1-1-0)
Tokio 1964: Silber, Männer
Mexiko-Stadt 1968: Gold, Männer
- Anwar Ahmad Khan – Hockey (1-2-0)
Melbourne 1956: Silber, Männer
Rom 1960: Gold, Männer
Tokio 1964: Silber, Männer
- Nawaz Khizar – Hockey (0-1-0)
Tokio 1964: Silber, Männer
- Aslam Khursheed – Hockey (1-1-0)
Rom 1960: Gold, Männer
Tokio 1964: Silber, Männer
- Habib Ali Kiddie – Hockey (1-1-0)
Melbourne 1956: Silber, Männer
Rom 1960: Gold, Männer
- Latifur Rehman – Hockey (0-1-0)
Melbourne 1956: Silber, Männer
- Muhamamd Malik – Hockey (1-0-0)
Mexiko-Stadt 1968: Gold, Männer
- Muhammad Manna – Hockey (0-1-0)
Tokio 1964: Silber, Männer
- Manzoor Hussain Atif – Hockey (1-2-0)
Melbourne 1956: Silber, Männer
Rom 1960: Gold, Männer
Tokio 1964: Silber, Männer
- Qazi Massarrat Hussain – Hockey (0-1-0)
Melbourne 1956: Silber, Männer
- Ashfaq Muhammad – Hockey (1-0-0)
Mexiko-Stadt 1968: Gold, Männer
- Bashir Muhammad – Ringen (0-0-1)
Rom 1960: Bronze, Freistil, Weltergewicht (- 73 kg), Männer
- Rashid Muhammad – Hockey (0-1-0)
Tokio 1964: Silber, Männer
- Ahmed Mushtaq – Hockey (1-0-0)
Rom 1960: Gold, Männer
- Motiullah – Hockey (1-2-0)
Melbourne 1956: Silber, Männer
Rom 1960: Gold, Männer
Tokio 1964: Silber, Männer
- Nasir Ahmad – Hockey (1-1-0)
Melbourne 1956: Silber, Männer
Rom 1960: Gold, Männer
- Tariq Niazi – Hockey (1-1-0)
Tokio 1964: Silber, Männer
Mexiko-Stadt 1968: Gold, Männer
- Alam Noor – Hockey (1-1-0)
Melbourne 1956: Silber, Männer
Rom 1960: Gold, Männer
- Riaz Ahmed – Hockey (1-1-0)
Mexiko-Stadt 1968: Gold, Männer
München 1972: Silber, Männer
- Riaz Ud Din – Hockey (1-0-0)
Mexiko-Stadt 1968: Gold, Männer
- Aziz Tariq – Hockey (1-1-0)
Tokio 1964: Silber, Männer
Mexiko-Stadt 1968: Gold, Männer
- Hayat Zafar – Hockey (0-1-0)
Tokio 1964: Silber, Männer
- Uddin Zaka – Hockey (0-1-0)
Tokio 1964: Silber, Männer
- Hussain Zakir – Hockey (1-1-0)
Melbourne 1956: Silber, Männer
Mexiko-Stadt 1968: Gold, Männer
- Saleem Sherwani – Hockey (0-1-1)
München 1972: Silber, Männer
Montréal 1976: Bronze, Männer
- Saleem Sherwani – Hockey (1-0-0)
Los Angeles 1984: Gold, Männer
- Akhtarul Islam – Hockey (0-1-0)
München 1972: Silber, Männer
- Munawaruz Zaman – Hockey (0-1-1)
München 1972: Silber, Männer
Montréal 1976: Bronze, Männer
- Saeed Anwar – Hockey (1-2-0)
Tokio 1964: Silber, Männer
Mexiko-Stadt 1968: Gold, Männer
München 1972: Silber, Männer
- Fazalur Rehman – Hockey (0-1-0)
München 1972: Silber, Männer
- Islahud Din – Hockey (0-1-0)
München 1972: Silber, Männer
- Muhammed Shahnaz – Hockey (0-1-0)
München 1972: Silber, Männer
- Mudassar Asghar – Hockey (0-1-1)
München 1972: Silber, Männer
Montréal 1976: Bronze, Männer
- Abdul Rashid – Hockey (1-1-1)
Mexiko-Stadt 1968: Gold, Männer
München 1972: Silber, Männer
Montréal 1976: Bronze, Männer
- Abdul Rashid – Hockey (1-0-0)
Los Angeles 1984: Gold, Männer
- Asad Malik – Hockey (0-1-0)
München 1972: Silber, Männer
- Rasool Akhtar – Hockey (0-1-1)
München 1972: Silber, Männer
Montréal 1976: Bronze, Männer
- Iftikhar Ahmed Syed – Hockey (0-1-1)
München 1972: Silber, Männer
Montréal 1976: Bronze, Männer
- Manzoor Hassan – Hockey (0-0-1)
Montréal 1976: Bronze, Männer
- Saleem Nazim – Hockey (0-0-1)
Montréal 1976: Bronze, Männer
- Islah Islahuddin – Hockey (0-0-1)
Montréal 1976: Bronze, Männer
- Samiulah Khan – Hockey (0-0-1)
Montréal 1976: Bronze, Männer
- Hanif Khan – Hockey (0-0-1)
Montréal 1976: Bronze, Männer
- Manzoor Hussain – Hockey (1-0-1)
Montréal 1976: Bronze, Männer
Los Angeles 1984: Gold, Männer
- Gamar Zia – Hockey (0-0-1)
Montréal 1976: Bronze, Männer
- Shanaz Sheikh – Hockey (0-0-1)
Montréal 1976: Bronze, Männer
- Arshad Mahmood – Hockey (0-0-1)
Montréal 1976: Bronze, Männer
- Arshad Ali Chaudry – Hockey (0-0-1)
Montréal 1976: Bronze, Männer
- Ghulam Moinuddin – Hockey (1-0-0)
Los Angeles 1984: Gold, Männer
- Qasim Zia – Hockey (1-0-0)
Los Angeles 1984: Gold, Männer
- Nasir Ali – Hockey (1-0-0)
Los Angeles 1984: Gold, Männer
- Ayaz Mahmood – Hockey (1-0-0)
Los Angeles 1984: Gold, Männer
- Naeem Akhtar – Hockey (1-0-0)
Los Angeles 1984: Gold, Männer
- Kalimullah – Hockey (1-0-0)
Los Angeles 1984: Gold, Männer
- Hasan Sardar – Hockey (1-0-0)
Los Angeles 1984: Gold, Männer
- Hanir Khan – Hockey (1-0-0)
Los Angeles 1984: Gold, Männer
- Khalid Hameed – Hockey (1-0-0)
Los Angeles 1984: Gold, Männer
- Shahid Ali Khan – Hockey (1-0-0)
Los Angeles 1984: Gold, Männer
- Ishtiaq Ahmed – Hockey (1-0-0)
Los Angeles 1984: Gold, Männer
- Mushtaq Ahmad – Hockey (1-0-0)
Los Angeles 1984: Gold, Männer
- Tauqeer Dar – Hockey (1-0-0)
Los Angeles 1984: Gold, Männer
- Hussain Shah Syed – Boxen (0-0-1)
Seoul 1988: Bronze, Männer, Mittelgewicht
- Shahbaz Ahmad – Hockey (0-0-1)
Barcelona 1992: Bronze, Männer
- Muhammad Akhlaq Ahmad – Hockey (0-0-1)
Barcelona 1992: Bronze, Männer
- Anjum Saeed – Hockey (0-0-1)
Barcelona 1992: Bronze, Männer
- Wasim Feroz – Hockey (0-0-1)
Barcelona 1992: Bronze, Männer
- Mansoor Ahmad – Hockey (0-0-1)
Barcelona 1992: Bronze, Männer
- Musaddiq Hussain – Hockey (0-0-1)
Barcelona 1992: Bronze, Männer
- Muhammad Khalid – Hockey (0-0-1)
Barcelona 1992: Bronze, Männer
- Tahir Zaman – Hockey (0-0-1)
Barcelona 1992: Bronze, Männer
- Muhammad Asif Bajwa – Hockey (0-0-1)
Barcelona 1992: Bronze, Männer
- Muhammad Asif Bajwa – Hockey (0-0-1)
Barcelona 1992: Bronze, Männer
- Khawaja Muhammad Junaid – Hockey (0-0-1)
Barcelona 1992: Bronze, Männer
- Khalid Bashir – Hockey (0-0-1)
Barcelona 1992: Bronze, Männer
- Muhammad Qamar Ibrahim – Hockey (0-0-1)
Barcelona 1992: Bronze, Männer
- Farhat Hassan Khan – Hockey (0-0-1)
Barcelona 1992: Bronze, Männer
- Shahid Ali Khan – Hockey (0-0-1)
Barcelona 1992: Bronze, Männer
- Rana Mujahid Ali – Hockey (0-0-1)
Barcelona 1992: Bronze, Männer
- Muhammad Shabaz – Hockey (0-0-1)
Barcelona 1992: Bronze, Männer
- Arshad Nadeem – Leichtathletik (1-0-0)
Paris 2024: Gold, Speerwurf, Männer